# جان رابرتس (بازیکن فوتبال، زاده ۱۹۴۶)
جان رابرتس (انگلیسی: John Roberts; ۱۱ سپتامبر ۱۹۴۶ – ۴ ژانویهٔ ۲۰۱۶) بازیکن فوتبال اهل بریتانیا بود.
از باشگاه‌هایی که در آن بازی کرده‌است می‌توان به باشگاه فوتبال بیرمنگام سیتی، باشگاه فوتبال آرسنال، باشگاه فوتبال هال سیتی، باشگاه فوتبال نورث‌همپتون تاون، باشگاه فوتبال رکسهام، باشگاه فوتبال سوانزی سیتی، تیم ملی فوتبال ولز، و باشگاه فوتبال نیو سنتس اشاره کرد.
وی همچنین در تیم‌های ملی فوتبال ریز ۲۱ و ۲۳ سال بازی کرده‌است.